# Technip
Technip S.A. var ett franskt multinationellt verkstadsföretag som designade och byggde anläggningar och utrustningar för energi- och petroleumindustrierna. De uppförde projekt i Afrika, Asien, Europa och Nordamerika.
Företaget grundades 1958 som Compagnie Française d'Etudes et de Construction Technip av forskningsinstitutet Institut Français du Pétrole (IFP).  Technip blev 1994 börsnoterad i Frankrike medan 2001 på New York Stock Exchange (NYSE) i USA. Den 17 januari 2017 blev Technip fusionerad med amerikanska FMC Technologies för omkring 13 miljarder amerikanska dollar. Det nya företaget fick namnet Technip FMC.